# Кастилия-Ла-Манча (мини-футбольный клуб)
«КЛМ Талавера» (исп. CLM Talavera), также известный как «Кастилия — Ла-Манча Футбол Сала» (исп. Castilla-La Mancha Fútbol Sala) — испанский мини-футбольный клуб из города Талавера де ла Рейна, существовавший в 1984—2000 годах. В разные годы клуб также назывался «Каха Толедо» и «Толедарт».

## История
Будучи основанным в 1984 году, клуб пробился в Почётный дивизион в сезоне 1989/90. За последующие десять лет выступлений на высшем уровне он ни разу не опускался ниже пятого места в регулярном чемпионате, регулярно доходил до решающих стадий плей-офф и неоднократно играл в финалах Кубка и Суперкубка. При этом за клубом из Кастилия — Ла-Манча закрепилось реноме неудачника решающих матчей. Он играл в семи финалах чемпионата, но выиграл лишь два из них. Пять раз играл в финале Кубка Испании — выиграл лишь однажды. Трижды играл в Суперкубке — также лишь с одной победой. Лишь в финалах международных соревнований «КЛМ Талавера» имеет стопроцентный результат, обыграв по пенальти российскую «Дину» в финале Турнира Европейских Чемпионов по мини-футболу 1998 года под предводительством Тино Переса.
В 2000 году, после очередного поражения в финале чемпионата, владелец клуба принял решение о расформировании команды. Ныне продолжателем мини-футбольных традиций в Талавера де ла Рейна является мини-футбольный клуб «Талавера», в 2010 году пробившийся в Почётный Дивизион.

## Достижения клуба
- Победитель Турнира Европейских Чемпионов по мини-футболу 1998
- Чемпион Испании по мини-футболу (2): 1991/92, 1996/97
- Обладатель Кубка Испании по мини-футболу 1991
- Обладатель Суперкубка Испании по мини-футболу 1997

## Бывшие известные игроки
- Алемао
- Андреу
- Кике
- Хавьер Лоренте
- Хоан